# Lucheux
Lucheux là một xã ở tỉnh Somme, vùng Hauts-de-France, Pháp.
Diện tích là 27,65  km². Dân số theo điều tra năm 1999 là 568 người.

## Địa lý
Thị trấn này tọa lạc trên đường D5, khoảng 18 dặm Anh về phía tây nam của Arras, gần chỗ giáp ranh với tỉnh Pas-de-Calais.

## Dân số
| 1962                                                           | 1968 | 1975 | 1982 | 1990 | 1999 |
| -------------------------------------------------------------- | ---- | ---- | ---- | ---- | ---- |
| 522                                                            | 543  | 513  | 553  | 607  | 568  |
| Số liệu điều tra dân số từ năm 1962, dân số không tính hai lần |      |      |      |      |      |